# ポーラ・フェルナンデス
ポーラ・フェルナンデス・デ・ソウザ（Paula Fernandes de Souza、1984年8月28日 - ）は、ブラジルのセルタネージャ歌手、シンガーソングライターである。

## ディスコグラフィー

### スタジオ・アルバム
- Paula Fernandes（1993年）
- Ana Rayo（1995年）
- Canções do Vento Sul（2005年）
- Dust in the Wind (2007年)
- Pássaro de Fogo (2009年)
- Meus Encantos (2012年)

### ライブアルバム
- Paula Fernandes: Ao Vivo（2011年）
- Multishow ao Vivo: Paula Fernandes - Um Ser Amor（2013年）